# Margarida de Zabuya
 Marguerite Zabeau ou Marguerite de Savoie (Valônia, c. 1433 — Topo, São Jorge, 14 de setembro de 1510), na forma portuguesa, Margarida de Zabuya ou Margarida Sabuio. Gaspar Frutuoso chama-a de Margarida da Sabuya, embora outros historiadores lhe chamem, de Azambuja; outros ainda de Sabina, Sabuia, Sabuio ou Savoia. Foi a segunda esposa do explorador flamengo, Willem De Kersemakere, pioneiro no povoamento do arquipélago dos Açores.